# 国际音乐比赛世界联盟

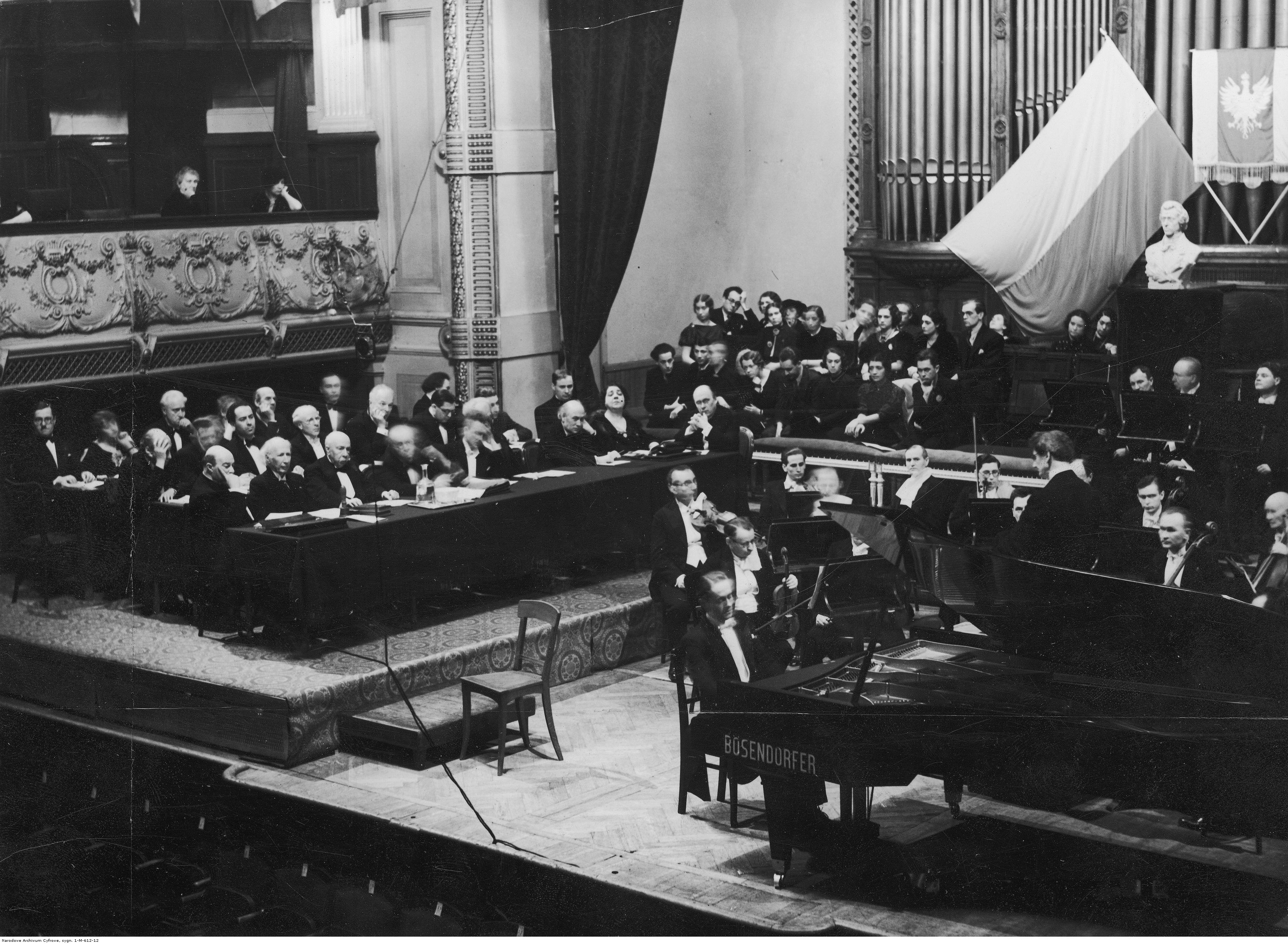
1937年肖邦国际钢琴比赛终场，它是联盟里重要级比赛之一

国际音乐比赛世界联盟（英語：World Federation of International Music Competitions，簡記為WFIMC）是世界上最大的音樂比賽组织，总部位于瑞士日内瓦。

## 历史
成立于1957年，是联合国教科文组织音乐理事会成员单位，旗下囊括了120多个世界瞩目的音乐比赛，其旨在保持对这些国际认可组织的整套系统运营，在通过公共比赛中发掘在古典音乐领域最有潜力的优秀青年人。